# Liste des circonscriptions législatives du Lot
Le département français du Lot  est, sous la Cinquième République, constitué de deux circonscriptions législatives, ce nombre étant stable depuis 1958. Leurs limites ont été redéfinies lors du redécoupage de 1986, mais n'ont pas été affectées par celui de 2010, en vigueur à compter des élections législatives de 2012.

## Présentation
Par ordonnance du 13 octobre 1958 relative à l'élection des députés à l'Assemblée nationale, le département du Lot est constitué de deux circonscriptions électorales. 
Lors des élections législatives de 1986 qui se sont déroulées selon un mode de scrutin proportionnel à un seul tour par listes départementales, le nombre de deux sièges du Lot a été conservé.
Le retour à un mode de scrutin uninominal majoritaire à deux tours en vue des élections législatives suivantes, a maintenu ce nombre de deux sièges,, selon un nouveau découpage électoral.
Le redécoupage des circonscriptions législatives réalisé en 2010 et entrant en application à compter des élections législatives de juin 2012, n'a modifié ni le nombre ni la répartition des circonscriptions du Lot.

## Composition des circonscriptions

### Composition des circonscriptions de 1876 à 1898
De 1876 à 1885 puis de 1889 à 1898, le département du Lot comprend quatre circonscriptions regroupant les cantons suivants :
- Cahors-1 : Cahors-Nord, Cahors-Sud, Lalbenque, Lauzès, Limogne, Saint-Géry.
- Cahors-2 : Castelnau-Montratier, Catus, Cazals, Luzech, Montcuq, Puy-l'Évêque.
- Figeac : Bretenoux, Cajarc, Figeac-Est, Figeac-Ouest, Lacapelle-Marival, Latronquière, Livernon, Saint-Céré.
- Gourdon : Gourdon, Gramat, Labastide-Murat, Martel, Payrac, Saint-Germain-du-Bel-Air, Salviac, Souillac, Vayrac.

### Composition des circonscriptions de 1898 à 1940
De 1898 à 1919 puis de 1928 à 1940, le département du Lot comprend trois circonscriptions regroupant les cantons suivants :
- Cahors : Cahors-Nord, Cahors-Sud, Castelnau-Montratier, Catus, Cazals, Lalbenque, Lauzès, Limogne, Luzech, Montcuq, Puy-l'Évêque, Saint-Géry.
- Figeac : Bretenoux, Cajarc, Figeac-Est, Figeac-Ouest, Lacapelle-Marival, Latronquière, Livernon, Saint-Céré.
- Gourdon : Gourdon, Gramat, Labastide-Murat, Martel, Payrac, Saint-Germain-du-Bel-Air, Salviac, Souillac, Vayrac.

### Composition des circonscriptions de 1958 à 1986
À compter de 1958, le département du Lot comprend deux circonscriptions regroupant les cantons suivants :
- 1re circonscription : Cahors-Nord, Cahors-Sud, Castelnau-Montratier, Catus, Cazals, Gourdon, Labastide-Murat, Lalbenque, Lauzès, Limogne-en-Quercy, Luzech, Montcuq, Payrac, Puy-l'Évêque, Saint-Germain-du-Bel-Air, Saint-Géry, Salviac.
- 2e circonscription : Bretenoux, Cajarc, Figeac-Est, Figeac-Ouest, Gramat, Lacapelle-Marival, Latronquière, Livernon, Martel, Saint-Céré, Souillac, Sousceyrac, Vayrac.

### Composition des circonscriptions depuis 1988
À compter du découpage de 1986, le département du Lot comprend deux circonscriptions regroupant les cantons suivants :
- 1re circonscription : Cahors-Nord-Est, Cahors-Nord-Ouest, Cahors-Sud, Castelnau-Montratier, Catus, Cazals, Gourdon, Labastide-Murat, Lalbenque, Lauzès, Luzech, Montcuq, Payrac, Puy-l'Évêque, Saint-Germain-du-Bel-Air, Saint-Géry, Salviac.
- 2e circonscription : Bretenoux, Cajarc, Figeac-Est, Figeac-Ouest, Gramat, Lacapelle-Marival, Latronquière, Limogne-en-Quercy, Livernon, Martel, Saint-Céré, Souillac, Sousceyrac, Vayrac.